# Johann Friedrich Traugott von Zeppelin-Aschhausen
Johann Friedrich Traugott Reichsgraf von Zeppelin-Aschhausen (* 22. November 1819 in Stuttgart; † 2. Juli 1870 auf Schloss Bloemersheim bei Neukirchen-Vluyn) war ein württembergischer Diplomat und Landtagsabgeordneter.

## Familie
Johann Friedrich Traugott von Zeppelin-Aschhausen war der Sohn des württembergischen Zeremonienmeisters Johann Friedrich Carl von Zeppelin-Aschhausen (1789–1836) und der Hippolyte Dorothee Freiin du Plat (1798–1854). 1853 heiratete er Jane Greigh, die Ehe wurde 1857 wieder geschieden.

## Leben und Werk
Von 1837 bis 1843 studierte er Rechtswissenschaften in Tübingen und Heidelberg. Er war in Tübingen Mitglied des Corps Suevia und in Heidelberg der Verbindung Guestphalia. Nach Ablegung der Höheren Justizdienstprüfung als Jahrgangsbester arbeitete er bis 1847 als Gerichtsreferendar bei Gerichtshof in Ulm und beim Oberamtsgericht Stuttgart sowie als Hilfsarbeiter im Departement der auswärtigen Angelegenheiten (Außenministerium) in Stuttgart. Im November 1847 wurde er als Stellvertretender Legationsrat interimsweise Gesandtschaftssekretär bei der württembergischen Botschaft in St. Petersburg, 1848 interimistischer Geschäftsträger und von 1852 bis 1854 Gesandtschaftssekretär. Ab 1854 lebte er als Gutsbesitzer auf Aschhausen und Buchhof. Er war Reichserbbannerherr des Königreichs Württemberg.
Johann Friedrich Traugott von Zeppelin-Aschhausen war von 1862 bis 1870 als Vertreter der Ritterschaft des Jagstkreises Abgeordneter in der Zweiten Kammer des Württembergischen Landtags.